# David Eddings
David Carroll Eddings mais conhecido por assinar só por David Eddings (Spokane, 7 de julho de 1931 – Carson City, 2 de junho de 2009), foi um escritor norte-americano de fantasia. Escreveu várias séries best-sellers de livros de fantasia épica, incluindo: The Belgariad (1982–84), The Malloreon (1987–91), The Elenium (1989–91) e The Dreamers (2003–06).

## Biografia
Nasceu em Spokane, Washington, seus pais foram: George Wayne Eddings e Theone  Eddings. Em 1931, Eddings cresceu perto de Puget Sound, na Cidade de Snohomish. Se especializou em voz, teatro e inglês na faculdade. Eddings apresentou um talento precoce para o drama e a literatura, ele se graduou em licenciatura na Reed College, em 1954. Ele escreveu um romance para uma tese na Reed College, antes de ser recrutado para o Exército dos Estados Unidos e também serviu na Guarda Nacional. Em 1956, Eddings frequentou a pós-graduação da  Universidade de Washington, em Seattle.
O amor dele pelo gênero de fantasia começou enquanto estava na escola onde descobriu o romance medieval de Geoffrey Chaucer.
Eddings residia em Carson City, Nevada, onde ele morreu de causas naturais no dia 2 de junho, 2009. Dennis Eddings, irmão dele, confirmou que nos últimos meses, Eddings estava trabalhando em um manuscrito, que era diferente de qualquer de suas outras obras.

## Obras (parcial)

#### The Belgariadseries
1. Pawn of Prophecy (1982)
2. Queen of Sorcery (1982)
3. Magician's Gambit (1983)
4. Castle of Wizardry (1984)
5. Enchanters' End Game (1984)

#### The Eleniumseries
1. The Diamond Throne (1989) no Brasil: O Trono de Diamante (Editora Aleph, 2015)[7]
2. The Ruby Knight (1990) no Brasil: O Cavaleiro de Rubi (Editora Aleph, 2016)
3. The Sapphire Rose (1991)

Para a lista completa na wikipedia em inglêsː David Eddings bibliography